# HMS Londonderry (U76)
«Лондондеррі» (англ. HMS Londonderry (U76)) — військовий корабель, шлюп типу «Грімсбі» Королівського військово-морського флоту Великої Британії за часів Другої світової війни.

## Історія створення
Шлюп «Лондондеррі» був закладений 11 червня 1934 року на верфі  військово-морської бази у Девонпорті. Спущений на воду 16 січня 1935 року, вступив у стрій 20 вересня того ж року.

## Історія служби
Після вступу у стрій шлюп «Лондондеррі» ніс службу в Червоному морі. У травні 1936 року був переведений на Південно-Атлантичну станцію у Фрітауні. У 1939 році пройшов ремонт та переозброєння у Саймонстауні, під час якого замість 120-мм і 76-мм гармат були дві спарені 102-мм універсальні артилерійські установки.
З початком Другої світової війни корабель залишався у Саймонстауні. У жовтні був переведений до Фрітауна, де використовувався як тральщик до моменту прибуття мобілізованих траулерів. 24 листопада 1939 року вирушив до Великої Британії у складі конвою SL-10. Після прибуття до Великої Британії увійшов до складу ескортних сил Росайта, супроводжував конвої біля східних берегів Британії. Наприкінці 1940 року підпорядкований командуванню Ньюфаундленда. У червні 1941 року увійшов до складу 40-ї ескортної групи і супроводжував конвої з Британії до Фрітауна.
У жовтні 1942 - січні 1943 року корабель брав участь в операції «Смолоскип», під час якої супроводжував конвої у Північній Африці.   
30 січня 1943 року «Лондондеррі» вирушив назустріч конвою HX 224. 4 лютого зазнав сильних пошкоджень внаслідок передчасного вибуху глибинної бомби. Вибухом кораблю відірвало корму. Він перебував у ремонті до 17 листопада 1943 року, після чого був включений до  складу 39-ї ескортної групи. До квітня 1944 року супроводжував конвої з Британії до Гібралтару. 5 лютого 1944 року зазнав незначних пошкоджень внаслідок зіткнень з траулером «Кейт Арокона». У травні 1944 року увійшов до складу 41-ї ескортної групи. До травня 1945 року супроводжував конвої в Ла-Манші.
22 травня 1945 року корабель був виведений в резерв, 8 березня 1948 року проданий на злам. 